# In the Wake of Poseidon
In the Wake of Poseidon (с англ. — «В кильватере за Посейдоном») — второй студийный альбом британской группы King Crimson, вышедший в 1970 году. В целом, стиль и общее настроение музыки остались почти такими же, как и на первом альбоме In the Court of the Crimson King, но заметно возросло богатство аранжировок и техническое мастерство музыкантов. In the Wake of Poseidon достиг #4 в UK Albums Chart, наивысшей позиции из всех альбомов группы ̟
В 2010 году альбом был переиздан с многоканальным (5.1) звуком в формате DVD-Audio и добавлением дополнительных треков.

## История
В начале 1970 года из King Crimson неожиданно решил уйти Грег Лейк (его пригласили в только что созданную группу Emerson, Lake & Palmer). Поставленные перед проблемой, другие участники группы пытались найти различные выходы из положения, в частности, рассматривалась идея пригласить для исполнения вокальных партий малоизвестного в то время певца Элтона Джона, но Фрипп отказался от этой идеи после прослушивания его альбома Empty Sky.
В конце концов все варианты были отвергнуты, и после переговоров Лейк согласился (за вознаграждение) напоследок записать вокальные партии для альбома In the Wake of Poseidon (одновременно он записывает вокал для сингла Cat Food/Groon, вышедшего немного раньше альбома). Однако Лейк прекратил работу раньше времени, и одна композиция альбома — Cadence and Cascade — осталась без его голоса (сохранилась черновая запись этой песни с голосом Лейка, которая не была включена в альбом, но вышла 40 лет спустя в качестве бонус-трека при юбилейном переиздании).
Для исполнения вокальной партии в Cadence and Cascade лидер группы Роберт Фрипп пригласил своего старого школьного друга Гордона Хаскелла. Для записи альбома In the Wake of Poseidon Фрипп ангажировал также несколько новых музыкантов, не являющихся постоянными членами группы.
25 марта 1970 года Роберт Фрипп, Грег Лейк, Кит Типпетт, Майкл Джайлз и Питер Джайлз записали пантомиму сингл-версии композиции «Cat Food» для музыкальной программы британского телевидения Top of the Pops. К сожалению, эта запись не вошла в эфир.

## Обложка
На обложке альбома представлена картина «Двенадцать архетипов» или «Двенадцать лиц человечества», созданная художником-философом Tammo De Jongh (1967 год). На картине изображены двенадцать лиц, находящихся в некоторой связи с четырьмя мировыми стихиями (земля, вода, воздух, огонь).

### Лицевая сторона
- Дитя (Вода и Воздух) — девочка со слабой тонкой улыбкой и заколками в форме бабочек в длинных золотых волосах. На её шее надета цепочка, на которой висит маленький золотой ключик.
- Чаровница (Вода и Земля) — печальная длинноволосая девушка, пристально вглядывающаяся в наблюдателя.
- Дурак (Огонь и Вода) — смеющийся краснолицый мужчина с жидкой бородой и венком из цветов на голове.
- Актриса (Вода и Огонь) — египетская девушка с жемчужным ожерельем и серьгами, со слезами на лице.
- Воин  (Огонь и Земля) — мощный воин в стальном шлеме с квадратным лицом и густой чёрной бородой.
- Шутник (Огонь и Воздух) — арлекин в треугольной шляпе и характерной яркой одежде.

Задняя сторона обложки альбома

### Задняя сторона
- Логик (Воздух и Огонь) — длиннолицый человек с голубой бородой, похожий на учёного или волшебника, держащий палочку в правой руке. Изображен в окружении звёзд.
- Патриарх (Воздух и Вода) — белобородый старик-философ.
- Наблюдатель (Воздух и Земля) — задумчивый лысоватый мужчина, похожий на учёного, с очками на лбу.
- Старуха (Земля и Воздух) — морщинистая старуха, завернутая в платок.
- Мать-природа (Земля и Вода) — изображено в профиль лицо спящего в зелёной траве, в окружении цветов, улитки и бабочек.
- Раб (Земля и Огонь) — африканец с большими золотыми серьгами и кольцом в носу[6].

## Музыка
Как в предыдущем альбоме, музыка часто меняется от тихой и лирической до тяжелой и резкой. Альбом открывает короткая лирическая пьеса Peace — A Beginning, исполненная «а капелла», парафразы которой повторяются в середине (Peace — A Theme) и в конце (Peace — An End) и придают альбому целостность и завершённость. После этого вступления внезапно начинается тяжёлая композиция Pictures of a City, в которой весьма органично сочетаются элементы джаза и тяжёлого рока. Это произведение представляет собой переделку концертной вещи A Man. A City, исполнявшейся группой немного раньше. По духу и структуре композиция Pictures of a City весьма напоминает 21st Century Schizoid Man с предыдущего альбома, принесшую группе известность и ставшую визитной карточкой King Crimson. За ней следует мелодичная акустическая Cadence and Cascade (гитара, флейта, фортепиано, вокал Хаскелла), перекликающаяся с I Talk to the Wind. Следующая, четвёртая композиция — In the Wake of Poseidon — кульминационная и центральная для всего альбома, её содержание перекликается с изображёнными на обложке 12 сущностями. Первая сторона диска завершается короткой инструментальной пьесой Peace — A Theme, возвращающей слушателя к началу.
Вторая сторона открывается композицией Cat Food, снова с элементами джазового звучания, особенно проявляющемся в партии фортепиано. Текст песни носит иронический характер и рассказывает о женщинах, которые не умеют готовить и предпочитают фастфуд. Затем идёт самая длинная композиция альбома — трёхчастная инструментальная пьеса The Devil’s Triangle, в которой используются фрагменты сюиты «Марс, вестник войны» английского композитора Густава Хольста. King Crimson изначально хотели назвать её Mars, как это было на концертных исполнениях во время тура 1969 года, но это было запрещено наследниками композитора. Вторая сторона диска завершается короткой вокально-инструментальной пьесой Peace — An End, которая снимает напряжение от тяжёлой The Devil’s Triangle и снова возвращает к началу альбома.
В целом новый альбом получился похожим на предыдущий, но с более выраженным джазовым уклоном. Однако известный критик Роберт Кристгау оценил его выше, чем дебютный, назвав «концептуально более запутанным» и отметив проявившееся разнообразие музыкальных стилей группы. 
В своем ретроспективном обзоре Брюс Эдер (AllMusic) похвалил альбом, заявив, что он был лучше спродюсирован, чем дебютный.

## Список композиций

### Сторона А
| №  | Название                                            | Автор(ы)                      | Длительность |
| -- | --------------------------------------------------- | ----------------------------- | ------------ |
| 1. | «Peace — A Beginning»                               | Роберт Фрипп, Питер Синфилд   | 0:37         |
| 2. | «Pictures of a City» (включая «42nd at Treadmill»)  | Роберт Фрипп, Питер Синфилд   | 8:12         |
| 3. | «Cadence and Cascade»                               | Иэн Макдональд, Питер Синфилд | 4:32         |
| 4. | «In the Wake of Poseidon» (включая «Libra's Theme») | Роберт Фрипп, Питер Синфилд   | 8:26         |

### Сторона B
| №  | Название                                                                                             | Автор(ы)                                    | Длительность         |
| -- | --- | ------------------------------------------- | -------------------- |
| 1. | «Peace — A Theme»                                                                                    | Роберт Фрипп                                | 1:14                 |
| 2. | «Cat Food»                                                                                           | Иэн Макдональд, Роберт Фрипп, Питер Синфилд | 4:52                 |
| 3. | «Devil's Triangle» - «Part 1 — Merday Morn» - «Part 2 — Hand of Sceiron» - «Part 3 — Garden of Worm» | Роберт Фрипп, Иэн Макдональд Роберт Фрипп   | 11:30 3:48 4:00 3:37 |
| 4. | «Peace — An End»                                                                                     | Роберт Фрипп, Питер Синфилд                 | 1:58                 |

### Бонус-треки
| №   | Название                                | Длительность |
| --- | --------------------------------------- | ------------ |
| 9.  | «Cat Food» (single version)             | 2:45         |
| 10. | «Groon» (single b-side; music by Fripp) |              |

| №   | Название                              | Длительность |
| --- | ------------------------------------- | ------------ |
| 11. | «Groon»                               | 3:35         |
| 12. | «Peace – An End» (Alternate mix)      | 2:06         |
| 13. | «Cadence & Cascade» (Greg Lake vocal) | 4:32         |

| №   | Название                                                       | Длительность |
| --- | -------------------------------------------------------------- | ------------ |
| 1.  | «Cat Food» (Single version)                                    |              |
| 2.  | «Groon» (Single b-side)                                        | 3:35         |
| 3.  | «Cadence & Cascade» (Unedited master)                          |              |
| 4.  | «Cadence & Cascade» (Greg Lake guide vocal)                    | 4:32         |
| 5.  | «Cadence & Cascade» (Instrumental take from Wessex Studios)    |              |
| 6.  | «Groon» (Take 1)                                               |              |
| 7.  | «Groon» (Take 5)                                               |              |
| 8.  | «Groon» (Take 15)                                              |              |
| 9.  | «The Devil's Triangle» (Rehearsal version from Wessex Studios) |              |
| 10. | «Peace – An End» (Alternate mix)                               | 2:06         |

## Участники записи
- Роберт Фрипп — гитара, меллотрон, вокал;
- Грег Лейк — вокал;
- Майкл Джайлз — ударные, перкуссия, вокал;
- Питер Джайлз — бас-гитара;
- Кит Типпетт — фортепиано;
- Мэл Коллинз — саксофон, флейта;
- Гордон Хаскелл — дополнительный вокал в 3-й композиции;
- Питер Синфилд — тексты.